# 普卡科查湖 (萬薩區)
11°31′48″S 76°21′20″W / 11.53000°S 76.35556°W
普卡科查湖（Pukaqucha），是秘魯的湖泊，位於該國中南部利馬大區，由瓦羅奇里省的萬薩區負責管轄，長1公里、寬0.8公里，該湖泊海拔高度4,786米。